# Паметник на Одринската епопея
Паметникът на Одринската епопея се намира в градината до църквата „Свети Никола“ между улиците „Пирот“, „Опълченска“, „Цар Симеон“ и „Брегалница“ в София.
В периода от 1913 до 1928 г. се събират 220 000 лв. за издигането на паметника и започва строителството му. Завършен е през 1931 г. и струва 438 000 лв. Допълнителните средства се събират по време на изграждането му. Тържественото откривне на паметника е в деня на независимостта по стар стил 3 октомври 1932 г. Присъстват военният министър генерал Александър Кисьов, председателят на Народното събрание Александър Малинов, митрополит Стефан, председателят на дружество „Одрин“ Захари Футеков.
Паметникът е дело на скулптора Тома Делирадев. Посветен е на загиналите от Петдесет и осми пехотен гюмюрджински полк по време на Балканската война – двама офицери, 10 старши и младши подофицери, двама ефрейтори и 149 редници. Състои се от пиедестал и статуя. Обелискът е направен от владайски гранит, а статуята – от бял врачански камък. Статуята представя опълченец, облечен с шинел, калпак, раница, паласка, с пушка в ръце. Отпред има бронзов медальон с бронзов лавров венец около него. Под надписа: „В памет на Одринската епопея (1912 – 1913 г.) и падналите опълченци“ е поставен бронзов барелеф с опълченската атака на кавказ табия. Имената на опълченците от Петдесет и осми пехотен гюмюрджински полк при Кавказ табия, Демир Капу и Каик табия са изписани на източната, северната и южната страна. На западната страна на монумента е изписана част от акта, който е закопан в основата на паметника. Общата му височината е 12 m, а само на паметника 2,80 m. Основата му е с размери 7 на 7 m.